# Pomaderris rotundifolia
Pomaderris rotundifolia är en brakvedsväxtart som först beskrevs av F. Müll., och fick sitt nu gällande namn av B.L. Rye. Pomaderris rotundifolia ingår i släktet Pomaderris och familjen brakvedsväxter. Inga underarter finns listade i Catalogue of Life.